# ジークフリート・ボリース

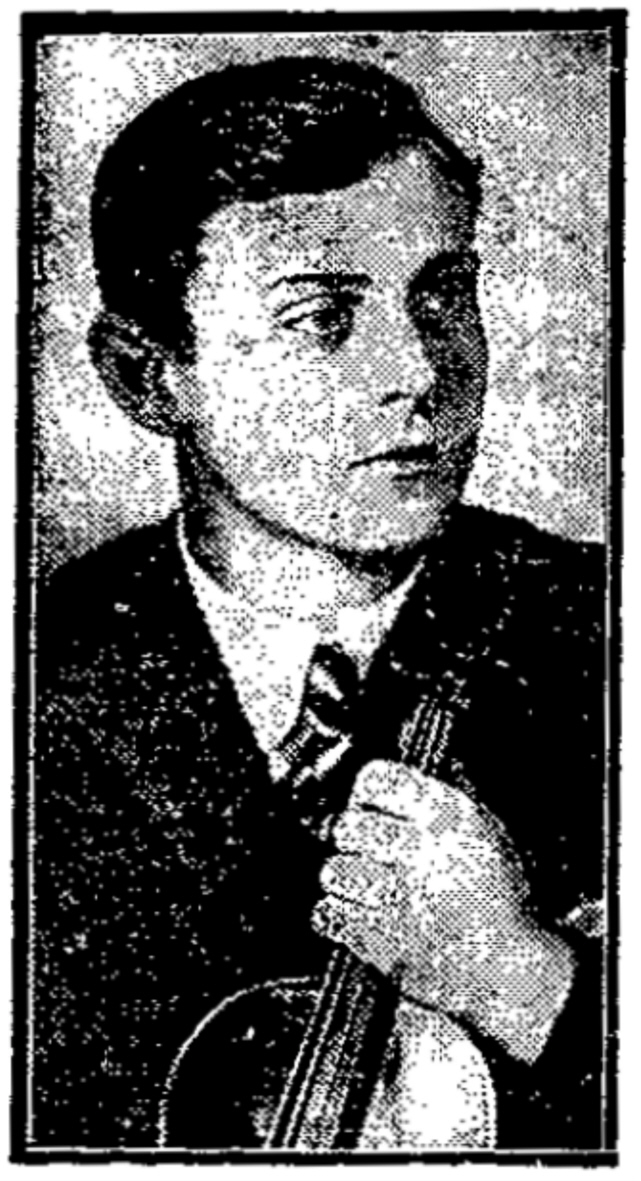
ジークフリート・ボリース

ジークフリート・ボリース（Siegfried Borries, 1912年3月10日 - 1980年8月3日）は、ドイツのヴァイオリニスト。
ミュンスターの生まれ。5歳からヴェルナー・ゲールにヴァイオリンの手ほどきを受けた後、ケルン音楽大学でブラム・エルデリングに師事した。1933年にウィーン国際ヴァイオリン・コンクールで第1位を獲得し、ヴィルヘルム・フルトヴェングラーに請われてベルリン・フィルハーモニー管弦楽団のコンサートマスターに就任。1941年から1945年まではヘルベルト・フォン・カラヤンに招かれてベルリン国立歌劇場のコンサートマスターになったが、戦後すぐにベルリン・フィルハーモニー管弦楽団に復帰し、1961年に退団するまでコンサートマスターの地位にあった。ベルリンで死去。

## 註
1. ↑  “Borries, Siegfried - Violinist, D (l.)”. 2019年6月20日時点のオリジナルよりアーカイブ。2019年6月20日閲覧。
2. ↑  “BORRIES, Siegfried”. 2013年12月3日時点のオリジナルよりアーカイブ。2013年12月3日閲覧。
3. ↑  “コロムビア|オイロディスク・ヴィンテージ・コレクション第4回発売”. 2012年7月10日時点のオリジナルよりアーカイブ。2012年7月10日閲覧。
4. ↑  ジークフリート・ボリース - Discogs（英語）
5. ↑  アーカイブ 2015年9月10日 - ウェイバックマシン